# أليكساندروف غاي
أليكساندروف غاي (بالروسية: Александров Гай) هي مدينة في مقاطعة ساراتوف أوبلاست في روسيا.

## المناخ
يظهر الجدول التالي التغييرات المناخية على مدار السنة لأليكساندروف غاي:
| البيانات المناخية لـأليكساندروف غاي | البيانات المناخية لـأليكساندروف غاي | البيانات المناخية لـأليكساندروف غاي | البيانات المناخية لـأليكساندروف غاي | البيانات المناخية لـأليكساندروف غاي | البيانات المناخية لـأليكساندروف غاي | البيانات المناخية لـأليكساندروف غاي | البيانات المناخية لـأليكساندروف غاي | البيانات المناخية لـأليكساندروف غاي | البيانات المناخية لـأليكساندروف غاي | البيانات المناخية لـأليكساندروف غاي | البيانات المناخية لـأليكساندروف غاي | البيانات المناخية لـأليكساندروف غاي | البيانات المناخية لـأليكساندروف غاي |
| الشهر                               | يناير                               | فبراير                              | مارس                                | أبريل                               | مايو                                | يونيو                               | يوليو                               | أغسطس                               | سبتمبر                              | أكتوبر                              | نوفمبر                              | ديسمبر                              | المعدل السنوي                       |
| ----------------------------------- | ----------------------------------- | ----------------------------------- | ----------------------------------- | ----------------------------------- | ----------------------------------- | ----------------------------------- | ----------------------------------- | ----------------------------------- | ----------------------------------- | ----------------------------------- | ----------------------------------- | ----------------------------------- | ----------------------------------- |
| الدرجة القصوى °م (°ف)               | 9.1 (48.4)                          | 10.0 (50.0)                         | 21.7 (71.1)                         | 32.8 (91.0)                         | 36.4 (97.5)                         | 42.0 (107.6)                        | 43.4 (110.1)                        | 43.8 (110.8)                        | 38.4 (101.1)                        | 31.3 (88.3)                         | 18.1 (64.6)                         | 10.0 (50.0)                         | 43.8 (110.8)                        |
| متوسط درجة الحرارة الكبرى °م (°ف)   | −5.2 (22.6)                         | −4.8 (23.4)                         | 2.2 (36.0)                          | 15.2 (59.4)                         | 23.3 (73.9)                         | 29.1 (84.4)                         | 31.1 (88.0)                         | 29.4 (84.9)                         | 22.7 (72.9)                         | 13.0 (55.4)                         | 2.6 (36.7)                          | −3.4 (25.9)                         | 12.9 (55.2)                         |
| المتوسط اليومي °م (°ف)              | −8.7 (16.3)                         | −9.0 (15.8)                         | −2.3 (27.9)                         | 9.0 (48.2)                          | 16.4 (61.5)                         | 22.1 (71.8)                         | 24.2 (75.6)                         | 22.2 (72.0)                         | 15.5 (59.9)                         | 7.3 (45.1)                          | −1.0 (30.2)                         | −6.8 (19.8)                         | 7.4 (45.3)                          |
| متوسط درجة الحرارة الصغرى °م (°ف)   | −12.1 (10.2)                        | −12.5 (9.5)                         | −6.2 (20.8)                         | 3.5 (38.3)                          | 9.9 (49.8)                          | 15.3 (59.5)                         | 17.6 (63.7)                         | 15.4 (59.7)                         | 9.0 (48.2)                          | 2.7 (36.9)                          | −4 (25)                             | −10 (14)                            | 2.4 (36.3)                          |
| أدنى درجة حرارة °م (°ف)             | −39.9 (−39.8)                       | −39.4 (−38.9)                       | −33.5 (−28.3)                       | −17.6 (0.3)                         | −4.4 (24.1)                         | −0.9 (30.4)                         | 5.3 (41.5)                          | 3.6 (38.5)                          | −5.2 (22.6)                         | −15.2 (4.6)                         | −32.4 (−26.3)                       | −33.1 (−27.6)                       | −39.9 (−39.8)                       |
| الهطول مم (إنش)                     | 33 (1.3)                            | 23 (0.9)                            | 22 (0.9)                            | 26 (1.0)                            | 28 (1.1)                            | 32 (1.3)                            | 26 (1.0)                            | 27 (1.1)                            | 25 (1.0)                            | 32 (1.3)                            | 27 (1.1)                            | 29 (1.1)                            | 330 (13.0)                          |
| متوسط الأيام الممطرة                | 4                                   | 3                                   | 5                                   | 8                                   | 9                                   | 9                                   | 7                                   | 7                                   | 8                                   | 10                                  | 8                                   | 6                                   | 84                                  |
| متوسط الأيام المثلجة                | 15                                  | 13                                  | 7                                   | 1                                   | 0.1                                 | 0                                   | 0                                   | 0                                   | 0                                   | 1                                   | 7                                   | 13                                  | 57                                  |
| متوسط الرطوبة النسبية (%)           | 86                                  | 84                                  | 83                                  | 66                                  | 56                                  | 52                                  | 52                                  | 52                                  | 59                                  | 73                                  | 86                                  | 87                                  | 70                                  |
| ساعات سطوع الشمس الشهرية            | 58                                  | 99                                  | 128                                 | 187                                 | 242                                 | 255                                 | 265                                 | 217                                 | 167                                 | 114                                 | 63                                  | 50                                  | 1٬845                               |
| المصدر #1: Pogoda.ru.net            |                                     |                                     |                                     |                                     |                                     |                                     |                                     |                                     |                                     |                                     |                                     |                                     |                                     |
| المصدر #2: NOAA (sun, 1961–1990)    |                                     |                                     |                                     |                                     |                                     |                                     |                                     |                                     |                                     |                                     |                                     |                                     |                                     |